# Projet Grudge
 (janvier 2022).
Si vous disposez d'ouvrages ou d'articles de référence ou si vous connaissez des sites web de qualité traitant du thème abordé ici, merci de compléter l'article en donnant les références utiles à sa vérifiabilité et en les liant à la section « Notes et références ».
Le projet Grudge (en français : « Projet Rancune ») est un programme de l'armée de l'air américaine chargé d'étudier le phénomène ovni entre 1949 et 1952. Il succède au projet Sign, qui avait le même objectif. Ce projet, dirigé par le général Charles Cabell, est de tendance sceptique, mais on lui reproche parfois son manque d'enquêtes sur le terrain, contrairement au projet Blue Book.

## Historique
À la suite de la recrudescence de témoignages d'ovnis en 1947, l'US Air Force lance, sous l'impulsion du général Twining, un programme d'études des ovnis, le projet Sign. Le projet est  dissous en 1949 et remplacé par le projet Grudge en février 1949. 
Le projet Grudge est la seconde étude officielle de l'US Air Force chargée d'étudier le phénomène ovni entre 1949 et 1952. Dirigé par le général Charles Cabell, le projet a été controversé en raison : certains y ont vu une tentative de démystification (voire de désinformation) de l'US Air Force en réponse aux conclusions du projet Sign. Comme Sign, Grudge établit que la majorité des cas d'ovnis sont dus à des méprises. Mais alors que les enquêteurs du projet Sign admettent l'existence de cas mystérieux, les enquêteurs du projet Grudge affirment que tous les cas non identifiés sont probablement causés par des phénomènes connus et des affabulations.
Le projet Grudge est mis en sommeil puis réactivé le 12 septembre 1951 et le capitaine Edward J. Ruppelt en prend la direction. Le projet Grudge devient le projet Blue Book l'année suivante et Ruppelt lui donne la rigueur scientifique qui manquait à Grudge.

### Le Rapport Grudge
En août 1949, les enquêteurs de Grudge rendent leur rapport : 

« Toutes les analyses indiquent que les observations d'ovnis résultent
1. d'une méprise avec des objets conventionnels,
2. d'une forme d'hystérie collective et de nervosité,
3. d'individus qui inventent ces observations pour faire des canulars ou se rendre intéressants,
4. de personnes atteintes de troubles psychiatriques »

.
Les conclusions du projet Grudge rejoignent ainsi les grandes lignes du modèle sociopsychologique du phénomène ovni.

## Controverses
Comme le souligne en 1956 le futur chef du projet Blue Book, Ruppelt, dans son livre intitulé The Report on Unidentified Flying Objects, à propos du projet Grudge (ex-projet Sign) :

« Avec le changement de nom et de personnel, vint le changement d'objectif, clairement affiché, qui était de se débarrasser des ovnis. Ce ne fut jamais écrit nulle part, mais il ne fallait guère d'efforts pour voir qu'il s'agissait là du véritable objectif du projet Grudge. Ce but inavoué transparaissait dans chaque mémorandum, rapport ou directive. »

Devenu partisan de l'hypothèse extraterrestre, l'astronome américain J. Allen Hynek critiquera, pour les mêmes raisons, le Projet Grudge qui expliquait une partie des ovnis par des confusions avec des étoiles ou des planètes. Néanmoins, certains y ont vu un moyen pour Hynek de rendre responsable sa hiérarchie des erreurs qu'il avait pu commettre dans ses enquêtes.
Pour ces raisons, le projet Grudge est généralement perçu comme une opération de démystification par les ufologues défendant l'hypothèse extraterrestre.

### Sources
- Jerome Clark, The UFO Book: Encyclopedia of the Extraterrestrial, Visible Ink, 1998,  (ISBN 1578590299)
- David Michael Jacobs, The UFO Controversy In America, Indiana University Press, 1975,  (ISBN 0253190061)
- Edward J. Ruppelt, The Report on Unidentified Flying Objects
- Michael D. Swords, UFOs, the Military, and the Early Cold War, (p. 82-122 in UFOs and Abductions: Challenging the Borders of Knowledge (David M. Jacobs ed.), University Press of Kansas, 2000